# Ichneumon insinuator
Ichneumon insinuator là một loài tò vò trong họ Ichneumonidae.